# YMCA Press
YMCA Press è una casa editrice francese fondata su iniziativa della YMCA, nota anche come Librairie des Editeurs Réunis.

## Storia
La YMCA aveva stabilito le sue prime sedi in Russia sin dal 1900, con l'intento di fornire programmi educativi e religiosi e supportare attività filantropiche.
La YMCA Press iniziò le sue attività nel 1921, sotto gli auspici di John Mott, presidente di tale organizzazione. Praga venne designata quale sede per la nuova casa editrice. Nel 1923 essa si spostò a Berlino, dove si trovava una forte comunità russa, accresciuta dalla diaspora post-rivoluzionaria. 
L'intento originario della YMCA Press era quello di offrire libri di testo e altro materiale stampato (spesso su argomenti di natura religiosa) per la diaspora russa in Europa, tra quali si riteneva vi fosse un numero significativo di potenziali lettori interessati a tali contenuti. L'incremento dell'emigrazione russa in Europa in seguito alla rivoluzione creò un nuovo segmento di mercato, costituito da lettori aventi un superiore livello di istruzione, interessati a testi già presenti sul mercato russo, di argomento tecnico e scientifico. L'ambizioso piano della casa editrice di focalizzarsi su tali pubblicazioni non ebbe tuttavia il successo sperato. Analogo fallimento incontrò il tentativo di entrare nel mercato domestico russo dell'editoria, causato dal mutamento di gusti del pubblico. In particolare la versione tradotta in russo del Göschen, raccolta di testi scientifici molto popolare nella Russia pre-rivoluzionaria, trovò invece scarso favore negli anni venti. Conseguentemente a tali scelte che la lasciarono con ampie scorte di testi invenduti la casa editrice andò incontro a problemi di bilancio.
La YMCA Press spostò la propria sede a Parigi nel 1925 (dove sarebbe rimasta fino al 1940), iniziando a concentrarsi su opere di argomento filosofico e religioso. Ad esse affiancava la stampa dei periodici Pravoslavnaia mysl, dell'Istituto teologico di S. Sergio e Put dell'Accademia spirituale filosofica. Quest'ultimo divenne uno dei titoli più significativi tra le pubblicazioni della casa editrice. Uno dei primi libri di testo a recare il nome della YMCA Press fu l'antologia sulla religione russa contemporanea curata da Aleksandr Semonovich Iashchenko; tale testo segnò la nuova scelta della casa editrice di pubblicare testi di argomento religioso. Gradualmente la YMCA Press si affermò come la principale casa editrice per la diaspora russa in Europa. Molte tra le opere pubblicate erano inoltre scritte da esponenti della comunità degli émigré. Nonostante tali autori fossero a causa della rivoluzione praticamente sconosciuti in Unione Sovietica, la loro produzione letteraria ebbe comunque una certa importanza nella trasmissione della cultura della Russia pre-rivoluzionaria.
Tra il 1900 e il 1940 la YMCA Press fu guidata da Julian Federick Hecker, Paul B. Anderson e Nikolaj Aleksandrovič Berdjaev; a questi seguirono dopo la fine della seconda guerra mondiale Donald A. Lowrie, Ivan Morozov e Nikita Struve (quest'ultimo era nipote di Pëtr Berngardovič Struve). Questi ultimi alterarono in maniera netta l'orientamento tradizionale della casa editrice. Di conseguenza Paul B. Anderson decise di trasferire la proprietà della YMCA Press alla Russian Student Christian Association. La YMCA Press operò quindi nella fase del secondo dopoguerra con un approccio più marcatamente religioso. Nondimeno una delle opere più importanti da essa pubblicate fu la versione completa del Padiglione cancro di Aleksandr Solženicyn, seguita nel 1973 dall'opera in tre volumi Arcipelago Gulag. Nel 1975 Solženicyn visitò gli uffici parigini della casa editrice. In seguito Solženicyn ringraziò la YMCA Press per il ruolo avuto nella diffusione della cultura russa. 
Nel 1991 venne creata una sede a Mosca della YMCA Press.